# 櫻花陵園
櫻花陵園位於台灣宜蘭縣礁溪鄉匏崙村山區，海拔約750至800公尺，該園區佔地廣達45.6公頃，於2009年正式啟用。是一座由宜蘭縣政府墓葬管理所管理的公立墓園。由知名建築師黃聲遠及其團隊田中央聯合建築師事務所設計。 此外，蔣渭水亦安葬於此。
櫻花陵園自1999年規劃興建，斥資新臺幣8億4600萬元，規劃工作於宜蘭縣長劉守成任內展開，於2009年正式啟用。
櫻花陵園可俯瞰整個蘭陽平原，遠眺太平洋及龜山島，園區內亦栽植大量櫻花，每年2至3月間盛開。獨特之建築造型與景觀設計使其成為近年熱門之拍照景點，根據管理人員初步統計，週末約有上千組旅客及家屬前來參訪、拍照；平日時亦有穩定人潮。

## 設計
櫻花陵園的建築設計主要採用清水混凝土作為主要建材，並依據山坡地形進行規劃，展現粗獷主義美學特徵，保留模板紋理以呈現自然質感。園區內建築融合傾斜牆面與幾何造型的流線型廊道，使整體空間更具現代感與層次感。
納骨廊內部採局部採光設計，以維持空間的莊重與寧靜氛圍。此外，為降低參訪者的心理壓力，納骨廊內各格塔位未附置相片。其中，D區納骨廊曾於2010年獲得臺灣建築獎佳作獎。

## 渭水之丘
「渭水之丘」位於園區最高丘地，用以紀念蔣渭水而建立，由黃聲遠以極簡詩意手法設計，呈橢圓形小廣場（約20公尺乘13公尺），形狀隨等高線有機延展，設計上順應山坡等高線並略為外凸。該設計曾獲得臺灣建築獎首獎。
其墓園未設置高聳紀念碑或華麗裝飾，亦符合蔣渭水生前提倡自由、平等與弱勢關懷的精神；墓穴後方規劃有斜坡草地，供民眾休憩省思。陵園內亦設有長約300公尺之雪谷步道，其名稱取自蔣渭水的字「雪谷」。
蔣渭水原先安葬於台北大直，後遷葬於台北市六張犁公墓；為使其遺骨得以歸根，宜蘭縣政府與蔣渭水後代於2015年10月17日共同主辦遷葬儀式，將其遺骨從六張犁遷回故鄉宜蘭，安置於櫻花陵園特別規劃之「渭水之丘」。遷葬儀式由宜蘭縣長林聰賢及台北市市長柯文哲共同主持，蔣渭水後代參與儀式， 臺灣研究基金會創辦人黃煌雄亦在現場朗誦〈我在渭水之丘〉。

## 設施與安葬方式
櫻花陵園主要提供民眾納骨服務，採用土葬方式為主。園區內規劃有三種安葬形式：家族式納骨、個人式納骨及環保自然葬（樹葬）。其中，家族式納骨設有可容納4至18甕的陰宅，另有容納120人的大型家族陰宅，但該類墓區數量有限且多已預訂，個人式納骨則提供獨立納骨廊。

## 其他活動
2011年，宜蘭縣政府舉辦「宜蘭露營季」，曾將櫻花陵園規劃為露營基地，並於園區內舉辦「墓仔埔也敢去」露營夜總會。
自2013年起，宜蘭縣礁溪鄉公所與宜蘭縣政府合辦「礁溪溫泉盃櫻花陵園馬拉松嘉年華」，該賽事曾獲「運動筆記」網站評選為年度十大優質賽事之一。

## 相關事件
2023年，宜蘭縣議員楊弘旻曾建議宜蘭縣政府規劃增設納骨塔，擬增設約兩萬個塔位，以期改善陵園銷售虧損情形；但民政處長張謙祥表示，考量櫻花陵園與員山福園在使用性質與民眾習慣上有所差異，該項提案尚需進一步研究。
2024年5月27日，發生了一起非法泰籍移工猝死後遭雇主棄屍於陵園攔砂壩之事件。林姓雇主擔憂非法聘雇問題曝光而未及時報警，並要求其他移工協助棄屍，死者女友揭露後，全案由檢方依遺棄屍體罪對該雇主提起公訴。